# Sergentomyia davidsoni
Sergentomyia davidsoni är en tvåvingeart som beskrevs av Seccombe 1993. Sergentomyia davidsoni ingår i släktet Sergentomyia och familjen fjärilsmyggor.
Artens utbredningsområde är Etiopien. Inga underarter finns listade i Catalogue of Life.